# Monsta X World Tour: We Are Here
El Monsta X World Tour: We Are Here (también conocido como We Are Here Tour) fue la tercera gira mundial de la agrupación surcoreana Monsta X, la cual toma su nombre de su tercer álbum de estudio. La gira recorrió Asia, Australia, Europa y América en 25 fechas, convirtiéndose en el tour más extenso del grupo hasta la fecha, comenzando el 13 de abril de 2019 en Seúl y finalizando el 21 de septiembre de 2019 en Las Vegas en el iHeart Radio Music Festival 2019.

## Antecedentes
El 12 de febrero de 2019 el grupo confirma su tercera gira mundial, la cual comenzaría en Seúl el 13 de abril del mismo año, con una segunda función el día siguiente y finalizaría el 9 de agosto en Los Ángeles, confirmando de esta manera todas las 19 fechas iniciales de la gira. Para esta gira también se confirman 6 fechas en Japón.

## Repertorio
La siguiente lista de canciones corresponde al presentado en la fecha del 10 de agosto de 2019 en Los Ángeles.
Intro
1. Shoot Out
2. Hero
3. Trespass
4. Party Time
5. Play It Cool
6. Mohae
7. Jealousy

Parte II
1. Myself (cover de Bazzi)
2. Sambakja
3. Mirror
4. Neol Hada
5. White Sugar

Parte III
1. Who Do You Love?
2. Dramarama
3. Oh My
4. Special
5. Fallin'
6. Alligator

Encore
1. Dj H.One (Dj Set)
2. Rodeo
3. Be My Side

## Fechas
| Fecha (2019)            | Ciudad           | País           | Recinto                           | Asistencia     | Recaudación    |
| Asia - Etapa I          | Asia - Etapa I   | Asia - Etapa I | Asia - Etapa I                    | Asia - Etapa I | Asia - Etapa I |
| ----------------------- | ---------------- | -------------- | --------------------------------- | -------------- | -------------- |
| 13 de abril             | Seúl             | Corea del Sur  | SK Olympic Handball Gymnasium     | 9,781          | $853,360       |
| 14 de abril             | Seúl             | Corea del Sur  | SK Olympic Handball Gymnasium     | 9,781          | $853,360       |
| 27 de abril             | Yokohama         | Japón          | National Convention Hall          | —              | —              |
| 29 de abril             | Kioto            | Japón          | Kyoto Roam Theatre Main Hall      | —              | —              |
| 30 de abril             | Kioto            | Japón          | Teatro Principal Rohm             | —              | —              |
| 3 de mayo               | Okayama          | Japón          | Okayama City Hall                 | —              | —              |
| 5 de mayo               | Nagoya           | Japón          | Nippon Tokushu Tougyou Civic Hall | —              | —              |
| 20 de mayo              | Fukuoka          | Japón          | Fukuoka Civic Hall                | —              | —              |
| 1 de junio              | Bangkok          | Tailandia      | Thunder Dome                      | —              | —              |
| Australia - Etapa II    |                  |                |                                   |                |                |
| 5 de junio              | Sídney           | Australia      | ICC Sydney                        | 5,342          | $581,263       |
| 8 de junio              | Melbourne        | Australia      | Margaret Court Arena              | —              | —              |
| Asia - Etapa III        |                  |                |                                   |                |                |
| 22 de junio             | Kuala Lumpur     | Malasia        | Malawati Stadium                  | —              | —              |
| Europa - Etapa IV       |                  |                |                                   |                |                |
| 29 de junio             | Madrid           | España         | Palacio Vistalegre Arena          | 3,643          | $386,694       |
| 3 de julio              | Ámsterdam        | Países Bajos   | AFAS Live                         | 3,477 / 4,829  | $355,155       |
| 6 de julio              | París            | Francia        | La Seine Musicale                 | —              | —              |
| 9 de julio              | Londres          | Reino Unido    | Wembley Arena                     | —              | —              |
| 13 de julio             | Berlín           | Alemania       | Mercedes-Benz Arena               | 8,851 / 9,124  | $844,273       |
| Latinoamérica - Etapa V |                  |                |                                   |                |                |
| 19 de julio             | Sao Paulo        | Brasil         | Espaço das Américas               | 6,683          | $496,747       |
| 21 de julio             | Ciudad de México | México         | Teatro Metropólitan               | —              | —              |
| Norteamérica - Etapa VI |                  |                |                                   |                |                |
| 25 de julio             | Dallas           | Estados Unidos | Verizon Theatre                   | —              | —              |
| 27 de julio             | Houston          | Estados Unidos | Smart Financial Centre            | 5,163 / 5,736  | $617,794       |
| 30 de julio             | Atlanta          | Estados Unidos | Fox Theatre                       | 4,221 / 4,396  | $499,839       |
| 3 de agosto             | Nueva York       | Estados Unidos | Hulu Theater                      | 5,058 / 5,058  | $648,556       |
| 6 de agosto             | Chicago          | Estados Unidos | Rosemont Theatre                  | 4,144 / 4,144  | $499,957       |
| 10 de agosto            | Los Ángeles      | Estados Unidos | Staples Center                    | 9,115 / 10,016 | $1,103,392     |
| Total                   | Total            | Total          | Total                             | 65,469         | $6,887,030     |